# Westminster Abbey
Westminster Abbey, formellt The Collegiate Church of St Peter at Westminster, är en gotisk katedral i London och den traditionella krönings- och begravningskyrkan för brittiska kungligheter. 
Katedralen byggdes om i normandisk stil kring åren 1045 till 1065 då Edvard Bekännaren brutit sitt löfte att bli pilgrim och påven föreslog att han skulle bygga kyrkan åt benediktinermunkar som kompensation och botgöring. Mellan 1245 och 1517 fick den sin gotiska stil och har sedan dess ett kor med en interiörhöjd på 31 meter.
Westminster Abbey upptogs på Unescos världsarvslista 1987, tillsammans med Westminsterpalatset och Saint Margaret's Church.

## Bakgrund
Under den engelska reformationen kom Westminster Abbey att tjäna som katedral, först i det kortlivade Westminster stift (1540–1550) och därefter som en andra domkyrka i Londons stift (1550–1556). Därefter återupprättades den för en kort tid som klosterkyrka, innan kyrkan år 1560 blev så kallat royal peculiar, det vill säga ett kungligt undantag från den ordinarie stiftsorganisationen. Organisatoriskt inrättades kyrkan då som ett kollegiatstift, därav det formella namnet The Collegiate Church of Saint Peter, Westminster.

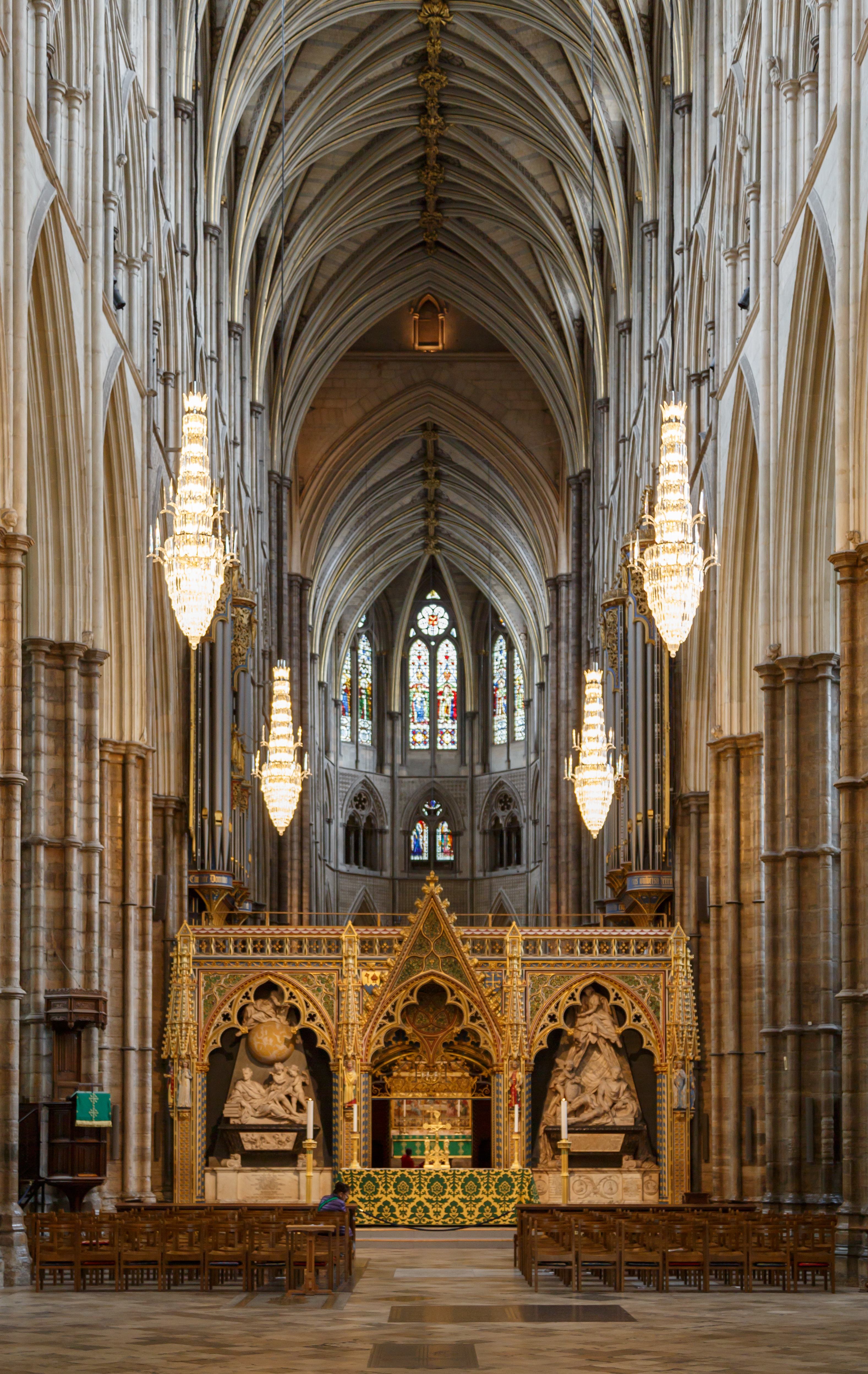
Del av interiör mot öster.

Även om kyrkan är direkt underställd monarken, är det inte bara kungligheter som begravts här. Exempel på andra framstående personer med gravplats inne i kyrkorummet är William Chambers, Geoffrey Chaucer, Charles Darwin, Charles Dickens, Georg Friedrich Händel, Rudyard Kipling, Laurence Olivier, David Livingstone, George Gilbert Scott, Alfred Lord Tennyson, Thomas Telford, Aphra Behn, Isaac Newton, och Stephen Hawking. Robert Baden-Powell erbjöds att bli begravd här, men avböjde detta, då han ville bli begravd i Kenya.

## Kungliga vigslar
Westminster Abbey har en lång tradition med kungliga vigslar. Följande kungligheter har vigts i kyrkan:
- 11 november 1100: Henrik I av England och Edith av Skottland
- 9 april 1269: Edmund Krokrygg och Lady Aveline de Forz
- 30 april 1290: Joan av Acre och den 7:e earlen av Gloucester
- 8 juli 1290: Margaret av England och Johan (II), son till hertig Johan I av Brabant
- 20 januari 1382: Rikard II av England och Anna av Böhmen
- 27 februari 1919: Prinsessan Patricia av Connaught och kommendörkapten Alexander Ramsay[2]
- 28 februari 1922: Prinsessan Mary och Henry Lascelles, 6:e earl av Harewood[3]
- 26 april 1923: Prins Albert, hertig av York (Georg VI) och Elizabeth Bowes-Lyon[4]
- 29 november 1934: Prins Georg, hertig av Kent och prinsessan Marina av Grekland och Danmark
- 20 november 1947: Prinsessan Elizabeth (II) och kapten Philip Mountbatten, Royal Navy[5]
- 6 maj 1960: Prinsessan Margaret, grevinna av Snowdon och Antony Armstrong-Jones, 1:e earl av Snowdon[6]
- 24 april 1963: Prinsessan Alexandra av Kent och Angus Ogilvy[7]
- 14 november 1973: Prinsessan Anne och Mark Phillips[8]
- 23 juli 1986: Prins Andrew, hertig av York och Sarah Ferguson[9]
- 29 april 2011: Prins William, hertig av Cambridge och Kate Middleton[10][11]

Totalt har 16 kungliga bröllop har ägt rum i Westminster Abbey.

## Kungliga kröningar och i Westminster Abbey
Sedan Vilhelm Erövrarens kröning 1066, har alla engelska och brittiska monarker blivit krönta i Westminster Abbey. Nuvarande kung Charles III är den fyrtionde monarken som krönts i Westminster Abbey.

## Begravningar i Westminster Abbey
Som begravningsplats för mer än 3 300 personer, vanligtvis framstående individer i brittisk historia (inklusive åtminstone sexton monarker, åtta brittiska premiärministrar, kungliga skalder, skådespelare, forskare, militära ledare, den okände soldaten), beskrivs Westminster Abbey ibland som 'Storbritanniens Valhall', efter den ikoniska begravningshallen som inspirerats av fornnordisk mytologi.

## Orgel
Kyrkans orgel byggdes år 1937 av Harrison & Harrison. Orgeln användes för första gången vid kröningen av kung George VI samma år. Orgeln byggdes ut år 1982 och 1987. 

## Klockor
Kyrkans tio kyrkklockor hänger i kyrkans norra torn, vilket de har gjort sedan år 1971. Samtliga av kyrkans klockor rings manuellt. 